# Rectarcturus titaniae
Rectarcturus titaniae là một loài chân đều trong họ Rectarcturidae. Loài này được Kussakin & Vasina miêu tả khoa học năm 1995.